# Nasyp (budowla)

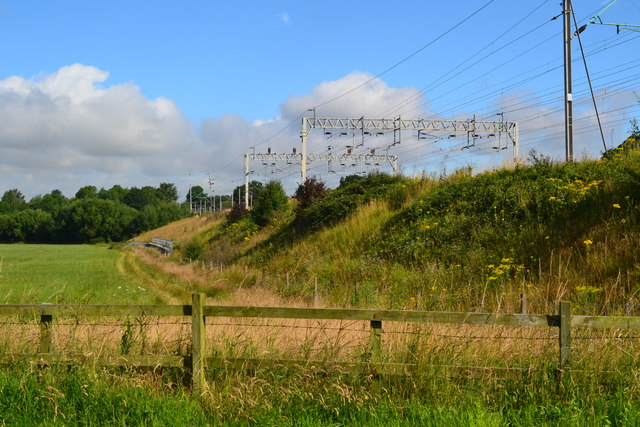
Nasyp kolejowy

Nasyp – budowla ziemna, której niweleta znajduje się powyżej powierzchni terenu.

## Wykonywanie nasypów
Wykonywanie nasypów, szczególnie tych wysokich, jest obarczone koniecznością dużej precyzji, związanej z ryzykiem osunięcia się budowanej konstrukcji, spowodowanym nieodpowiednim dobraniem naturalnych parametrów fizycznych gruntu. Ryzyko takie może zostać spotęgowane na skutek naturalnego osiadania gruntu, jak również ze względu na podatność gruntu na działanie wód opadowych.
Grunty z których należy wykonywać nasypy powinny odznaczać się dużą jednorodnością. Najlepszym materiałem na nasypy są grunty kamieniste, żwirowe, piaszczyste i piaszczysto-gliniaste. Nasypy można wykonywać również z innych gruntów pod warunkiem starannego ich zabezpieczenia przed wpływem wody. Do budowy nasypów można także stosować, przy odpowiedniej technologii, materiały odpadowe z przemysłu ciężkiego takie jak: popioły, żużle czy szlaki wielkopiecowe oraz pyły.

## Zasady wykonywania nasypów
Nasypy można wykonywać z różnorodnych gruntów pod warunkiem przestrzegania poniższych zasad:
- nasyp wykonuje się warstwowo przy czym każda warstwa nie może przekraczać 0,5 m,
- każda warstwa powinna być z jednorodnego gruntu,
- każda warstwa musi być zagęszczona do wskaźnika zagęszczenia podanego w projekcie,
- nie wolno dopuścić do powstania w warstwach nieprzepuszczalnych zaklęśnięć zdolnych do zatrzymywania wody,
- w każdej warstwie należy zapewnić swobodny odpływ penetrującej wody,
- warstwy z gruntów nieprzepuszczalnych powinny być w przekroju dwuspadkowe,
- nie wolno dopuścić do wymieszania się w bryle nasypu gruntów o różnej wodoprzepuszczalności.

## Sposoby wykonywania nasypów
Nasypy można wykonywać kilkoma różnymi sposobami w zależności od dostępnych maszyn budowlanych oraz kosztów technologicznych:
- warstwowo (podłużnie) - metoda polegająca na niwelowaniu terenu za pomocą zgarniarek i równiarek przemieszczając grunt z miejsc w których przekracza niweletę do miejsc o ujemnym bilansie mas ziemnych,
- metoda poprzeczna (boczna) - polegająca na poszerzaniu wybudowanego na właściwą wysokość zalążka nasypu,
- metoda czołowa - polegająca na usypywaniu od czoła kolejnych warstw pochyłych,
- estakadowa - polegająca na sypaniu gruntu z prowizorycznych estakad (wiaduktów). Metoda ta ma zastosowanie głównie przy budowie linii kolejowych.